# Shinji Nakano
Shinji Nakano (jap. 中野信治 Nakano Shinji; ur. 1 kwietnia 1971 w Osace) – japoński kierowca Formuły 1 w latach 1997–1998 w zespole Prost i Minardi.

## Życiorys

### Początki kariery
Karierę rozpoczął od kartingu w 1984 roku. Po jej zakończeniu w 1988 rozpoczął poważną karierę wyścigową, debiutując w 1989 w japońskiej Formule 3. Debiut mógł zaliczyć do całkiem udanych, będąc ostatecznie sklasyfikowanym na 7 miejscu w klasyfikacji końcowej. Po dobrym sezonie w F3 wyjechał do Europy, gdzie przez dwa lata startował w Europejskiej Formule Opel Lotus. Po dość miernych wynikach postanowił powrócić do kraju, gdzie dzielił obowiązki między Formułą Nippon, a ponownie japońską F3. W latach 1993–1994 uczestniczył już tylko w F3, natomiast w 1996–1995 w japońskim odpowiedniku F3000 z kilkoma sukcesami. 

### Formuła 1
W Formule 1 zadebiutował podczas Grand Prix Australii w ekipie Prost. Głównym powodem debiutu Japończyka był kontrakt między francuskim teamem a Hondą-Mugen na dostarczanie jednostek napędowych za niższą cenę. Sprawdziło się więc, że przez cały sezon Nakano radził sobie wyraźnie słabiej, niż jego partner Olivier Panis, który zdołał stanąć dwukrotnie na podium. Ostatecznie sezon zakończył na 18 miejscu z dorobkiem 2 punktów (zajął dwukrotnie 6 miejsce podczas Grand Prix Kanady i Grand Prix Węgier). Po zerwaniu kontraktu między Hondą, a ekipą Prost, Japończyk został zastąpiony przez Włocha, Jarno Trullego, na kolejny rok. Ponownie jednak dzięki wsparciu japońskiego, znalazł dla siebie miejsce w szeregach kierowców F1, tym razem w Minardi, w którym jeździł wcześniej wspomniany Włoch. Słaby samochód nie pozwolił mu na zdobycie punktów. W kolejnym roku przyjął ofertę zespołu Jordan na pełnienie funkcji kierowcy testowego, któremu silniki również dostarczała Honda. Po tym sezonie całkowicie zakończył działalność w najwyższej serii wyścigowej.

### Dalsza kariera
Po zakończeniu działalności w F1, Nakano rozpoczął starty w amerykańskiej Champ Car, gdzie jeździł do 2002 roku. W 2003 wystąpił w Indianapolis 500, który ukończył na 14. pozycji. Poza tym w kolejnych latach brał udział w różnych wyścigach długodystansowych m.in. w 24-godzinnym wyścigu Le Mans (w 2006 i 2008 roku), jednak bez sukcesu.

## Wyniki

### Formuła 1
| Rok  | Zespół                     | Samochód     | Silnik                       | Wyniki w poszczególnych eliminacjach | Wyniki w poszczególnych eliminacjach | Wyniki w poszczególnych eliminacjach | Wyniki w poszczególnych eliminacjach | Wyniki w poszczególnych eliminacjach | Wyniki w poszczególnych eliminacjach | Wyniki w poszczególnych eliminacjach | Wyniki w poszczególnych eliminacjach | Wyniki w poszczególnych eliminacjach | Wyniki w poszczególnych eliminacjach | Wyniki w poszczególnych eliminacjach | Wyniki w poszczególnych eliminacjach | Wyniki w poszczególnych eliminacjach | Wyniki w poszczególnych eliminacjach | Wyniki w poszczególnych eliminacjach | Wyniki w poszczególnych eliminacjach | Wyniki w poszczególnych eliminacjach | Pkt. | Msc. |
| ---- | -------------------------- | ------------ | ---------------------------- | ------------------------------------ | ------------------------------------ | ------------------------------------ | ------------------------------------ | ------------------------------------ | ------------------------------------ | ------------------------------------ | ------------------------------------ | ------------------------------------ | ------------------------------------ | ------------------------------------ | ------------------------------------ | ------------------------------------ | ------------------------------------ | ------------------------------------ | ------------------------------------ | ------------------------------------ | ---- | ---- |
| 1997 |                            |              |                              | Australia                            | Brazylia                             | Argentyna                            | San Marino                           | Monako                               | Hiszpania                            | Kanada                               |                                      | Wielka Brytania                      | Niemcy                               | Węgry                                | Belgia                               | Włochy                               | Austria                              | Luksemburg                           | Japonia                              | Unia Europejska                      | 2    | 18   |
| 1997 | Prost Gauloises Blondes    | Prost JS45   | Mugen-Honda MF-301HB 3.0 V10 | 7                                    | 14                                   | NU                                   | NU                                   | NU                                   | NU                                   | 6                                    | NU                                   | 11†                                  | 7                                    | 6                                    | NU                                   | 11                                   | NU                                   | NU                                   | NU                                   | 10                                   | 2    | 18   |
| 1998 |                            |              |                              | Australia                            | Brazylia                             | Argentyna                            | San Marino                           | Hiszpania                            | Monako                               | Kanada                               |                                      | Wielka Brytania                      | Austria                              | Niemcy                               | Węgry                                | Belgia                               | Włochy                               | Luksemburg                           | Japonia                              |                                      | 0    | NS   |
| 1998 | Fondmetal Minardi Team SpA | Minardi M198 | Ford JD Zetec-R 3.0 V10      | NU                                   | NU                                   | 13                                   | NU                                   | 14                                   | 9                                    | 7                                    | 17†                                  | 8                                    | 11                                   | NU                                   | 15                                   | 8                                    | NU                                   | 15                                   | NU                                   |                                      | 0    | NS   |

### 24h Le Mans
| Rok  | Zespół                | Partnerzy                          | Samochód                  | Klasa  | Okr. | Poz. | klasa Poz. |
| ---- | --------------------- | ---------------------------------- | ------------------------- | ------ | ---- | ---- | ---------- |
| 2005 | Courage Compétition   | Jonathan Cochet Bruce Jouanny      | Courage C60H-Judd         | LMP1   | 52   | NU   | NU         |
| 2006 | Courage Compétition   | Jean-Marc Gounon Haruki Kurosawa   | Courage LC70-Mugen        | LMP1   | 35   | NU   | NU         |
| 2007 | Creation Autosportif  | Jamie Campbell-Walter Felipe Ortiz | Creation CA07-Judd        | LMP1   | 55   | NU   | NU         |
| 2008 | Epsilon Euskadi       | Stefan Johansson Jean-Marc Gounon  | Epsilon Euskadi ee1-Judd  | LMP1   | 158  | NU   | NU         |
| 2011 | OAK Racing            | Nicolas de Crem Jan Charouz        | OAK Pescarolo 01 Evo-Judd | LMP2   | 313  | 14   | 5          |
| 2012 | Boutsen Ginion Racing | Bastien Brière Jens Petersen       | Oreca 03-Nissan           | LMP2   | 325  | 24   | 10         |
| 2013 | Delta-ADR             | Tor Graves Archie Hamilton         | Oreca 03-Nissan           | LMP2   | 101  | NU   | NU         |
| 2014 | Team Taisan           | Martin Rich Pierre Ehret           | Ferrari 458 Italia GT2    | GTE Am | 327  | 28   | 8          |
| 2016 | Race Performance      | Nicolas Leutwiler James Winslow    | Oreca 03R-Judd            | LMP2   | 289  | 44   | 17         |